# Classe Ulsan
La classe Ulsan è una classe di fregate multiruolo della Marina militare sudcoreana, composta da nove unità entrate in servizio tra il 1981 e il 1993.
Le Ulsan furono le prime unità militari da combattimento di grosso tonnellaggio a essere progettate e costruite nei catieri nazionali della Corea del Sud, per quanto ancora con una dotazione di sensori, motori e armamenti acquistata da fornitori esteri. Le unità dispongono di una batteria di missili antinave, ma la loro difesa antiaerea è affidata unicamente a sistemi di artiglieria il che le rende relativamente obsolete.
Delle nove unità realizzate, solo due sono ancora in servizio attivo con la Marina sudcoreana; due delle unità radiate sono state preservate come navi museo, le altre sono state relegate a compiti di addestramento o sono in attesa di essere demolite.

## Il progetto

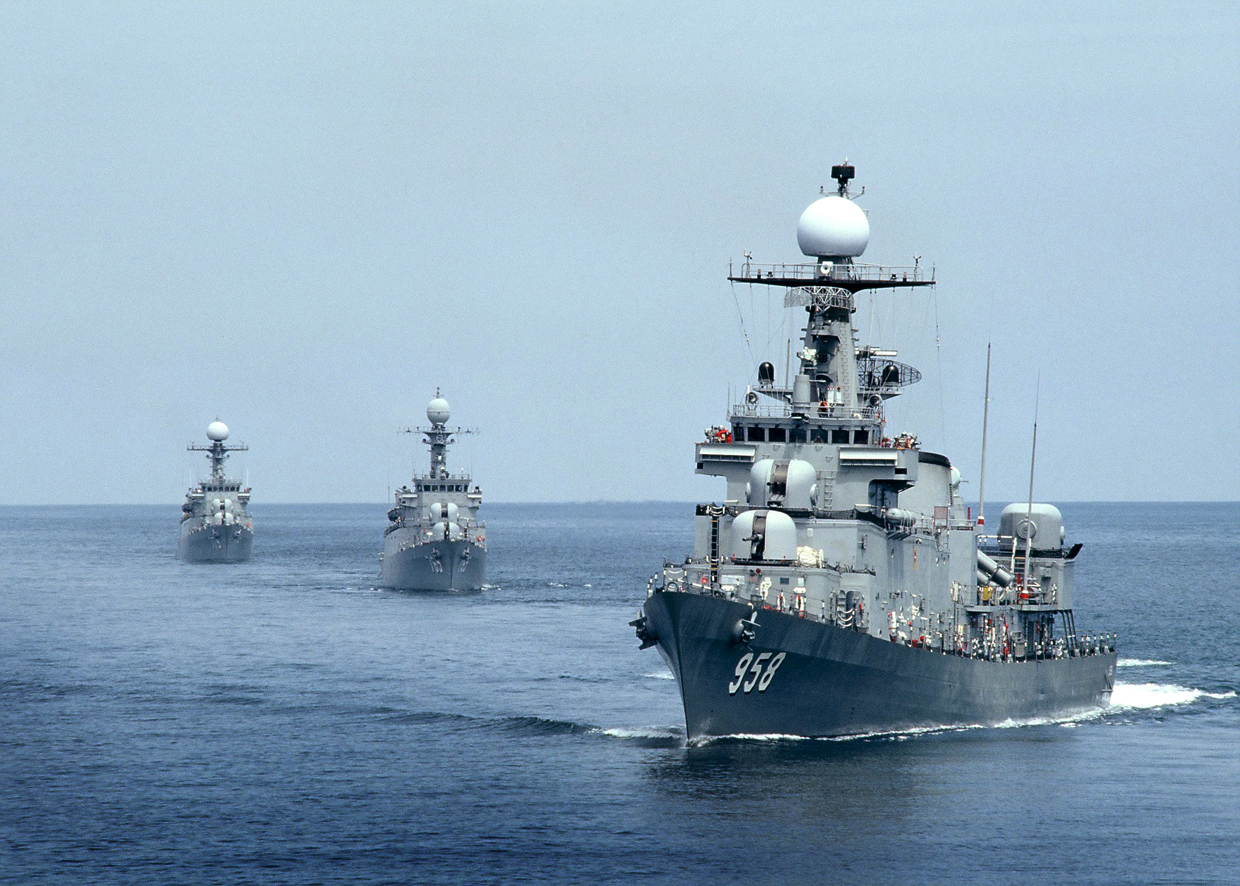
Tre unità della classe in manovra in mare aperto nel 2008; in primo piano la Jeju

Durante la sua prima fase di espansione dopo la conclusione della guerra di Corea, la Marina militare sudcoreana si affidò per l'ampliamento dei suoi ranghi alla cessione di naviglio di origine statunitense, principalmente unità di seconda mando dismesse dalla United States Navy per quanto oggetto di programmi di ammodernamento; una scelta obbligata, visto che dopo la guerra la Corea del Sud si ritrovava un'economia a pezzi e un paese intero da ricostruire. A partire dagli anni 1960 la Corea del Sud intraprese una tumultuosa fase di crescita economica, unita a un forte ampliamento del settore industriale e un grande ammodernamento tecnologico della produzione; la forte dipendenza del paese dai commerci marittimi, stante il perdurante stato di tensione militare con la Corea del Nord, spinse il governo di Seul a curare la crescita della sua flotta militare. Nel 1974 il governo del geenrale-ditattore Park Chung-hee varò un vasto piano di riarmo e ammodernamento delle Forze armate sudcoreane sotto il nome di "operazione Yulgok" (Yulgok Saop), inizialmente della durata di otto anni ma poi più volte prolungato sino agli anni 1990; con riguardo al settore navale questo piano previde l'acquisizione di un parco di nuove unità da guerra, per la prima volta commissionate alle nuove realtà industriali sorte nel frattempo in Corea del Sud.
Dopo aver ordinato alcune serie di unità leggere come motocannoniere missilistiche e motovedette, nel 1978 il governo sudcoreano commissionò alla HD Hyundai Heavy Industries la realizzazione di una classe di unità d'altura di medie dimensioni, delle fregate leggere multiruolo dotate di armamento missilistico; la progettazione dello scafo fu curata dalla Hyundai, mentre per la fornitura di motori, armamenti e sensori ci si affidò all'acquisto di apparati già pronti messi in vendita da Stati Uniti e vari paesi europei. Dopo un primo prototipo consegnato dalla Hyundai nel 1981, a partire dal 1982 fu avviata la costruzione di altre tre unità secondo il progetto base, seguite dal 1984 da un secondo gruppo di altre cinque unità dotate di alcune modifiche per quanto riguardava armamento e sensori di bordo, per un totale di nove navi consegnate entro il 1993. La costruzione fu affidata, oltre che ai cantieri della Hyundai di Ulsan (tre unità oltre al prototipo), anche ad altri poli costruttivi sudcoreani: i cantieri della Korea Shipbuilding & Engineering Corporation di Busan (una unità), della Korea Tacoma di Masan (una unità), e i cantieri della Daewoo Shipbuilding di Okpo (tre unità).
Il progetto delle Ulsan, ampiamente modificato nelle forme e nelle dotazioni, fece da base per la realizzazione nel 1999 della BNS Bangabandhu, una fregata lanciamissili costruita dalla Daewoo per conto della Marina militare del Bangladesh.

## Caratteristiche

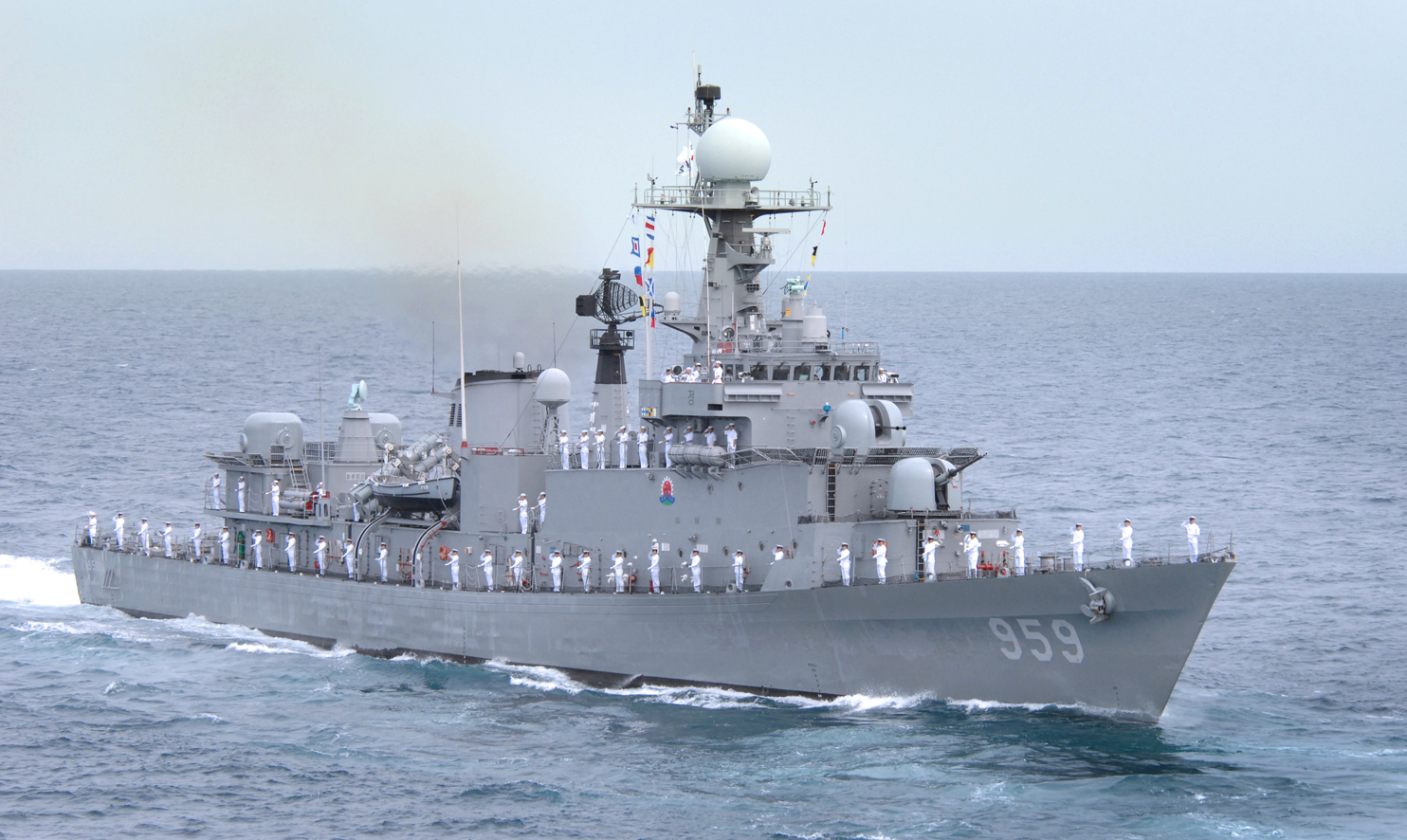
La Busan sfila in parata nel 2009

Le Ulsan presentano uno scafo dalla lunghezza fuori tutto di 102 metri, con una larghezza di 11,5 metri e un pescaggio massimo di 3,6 metri. Il dislocamento standard delle unità del primo gruppo ammonta a 1600 tonnellate, cifra che sale a 2180 tonnellate con le unità a pieno carico; nelle unità del secondo gruppo i due valori salgono rispettivamente a 1720 e 2300 tonnellate. Lo scafo presenta un ponte principale continuo da prua a poppa, con le sovrastrutture che appoggiano su una lunga tuga al centro dello scafo; a poppavia del torrione del ponte di comando trovano posto il grosso albero principale dei sensori, a sezione piramidale e sormontato da un radome, un più snello albero secondario e un unico fumaiolo. Le unità non dispongono di capacità elicotteristica né di un ponte di volo a poppa. L'equipaggio ammonta a 150 tra ufficiali e marinai.
Il sistema propulsivo è di tipo CODOG, con due motori diesel della tedesca MTU Friedrichshafen tipo 12V956 TB82 per la velocità di crociera e due turbine a gas della statunitense General Electric Company tipo LM-2500 per raggiungere la massima velocità; la potenza complessiva dell'impianto ammonta a 54 400 hp (40 600 kW). La velocità massima si aggira sui 34 o 35 nodi, mentre l'autonomia raggiunge le 4000 miglia nautiche alla velocità di crociera di 18 nodi.
Le Ulsan sono dotate di una batteria di due lanciatori quadrupli per missili antinave statunitensi AGM-84 Harpoon, collocati sulla tuga centrale a poppavia del fumaiolo; il resto dell'armamento si basa tuttavia su sistemi di artiglieria, una grave limitazione in particolare per quanto riguarda la difesa antiaerea. Tutte le unità sono dotate di due cannoni Otobreda 76/62 "Compatto" di origine italiana, collocati in altrettanti torri singole a prua sopra la tuga e all'estrema poppa sul ponte principale. Le unità del primo gruppo portano quattro impianti binati di cannoni da 30 mm Emerlec EX-30 della statunitense Emerson Electric, collocati uno a prua davanti al ponte di comando e sopraelevato rispetto alla torre del cannone da 76/62, uno a centro nave nello spazio tra i due alberi e due affiancati a poppa sempre sopraelevati rispetto alla torre da 76/62; le unità del secondo gruppo portano invece tre impianti CIWS tipo Breda Dardo di origine italiana, ciascuno armato con due cannoni Bofors 40 mm: un impianto è a prua del ponte di comando, gli altri due sono a poppa collocati affiancati su una tuga sopraelevata. Come difesa ravvicinata sono inoltre imbarcate due mitragliatrici da 12,7 mm. Per la lotta antisommergibile sono disponibili due impianti tripli di tubi lanciasiluri tipo Mk 32 da 324 mm statunitensi e due lanciatori per bombe di profondità.
L'apparato sensori delle unità del primo gruppo vede, collocati sull'albero principale, un radar di scoperta di superficie ZW-06 e un radar di controllo del fuoco WM-28, entrambi dell'olandese Signaal; le unità del secondo gruppo hanno invece un radar di scoperta di superficie S-1810 e un radar di controllo del fuoco ST 1802 della britannica Marconi Electronic Systems, oltre a un radar di navigazione SPS-10 della statunitense Raytheon Company. Tutte le unità montano un radar di scoperta aerea DA-05 sull'albero secondario e un apparato sonar a scafo PHS-32 della Signaal. Per la guerra elettronica sono portati vari lanciatori di decoy anti-radar e di inganni anti-siluro, oltre a una suite di contromisure elettroniche.

## Unità
| Nome                 | Costruttore  | Impostazione | Varo             | Entrata in servizio | Stato |
| -------------------- | ------------ | ------------ | ---------------- | ------------------- | --- |
| Ulsan (FF-951)       | Hyundai      | 1979         | 8 aprile 1980    | 1º gennaio 1981     | radiata dal servizio nel dicembre 2014, preservata come nave museo in mostra a Ulsan                      |
| Seul (FF-952)        | Hyundai      | 1982         | 24 aprile 1984   | 30 giugno 1985      | radiata dal servizio nel dicembre 2015, preservata come nave museo in mostra a Seul                       |
| Chungcheong (FF-953) | Korea SEC    | 1984         | 26 ottobre 1984  | 1º giugno 1986      | radiata dal servizio nel dicembre 2017, lo scafo è stato destinato a compiti di addestramento             |
| Masan (FF-955)       | Korea Tacoma | 1983         | 26 ottobre 1984  | 20 luglio 1985      | radiata dal servizio nel dicembre 2019, lo scafo è stato destinato a compiti di addestramento             |
| Gyeongsang (FF-956)  | Daewoo       | 1984         | 15 gennaio 1986  | 30 maggio 1986      | radiata dal servizio nel dicembre 2019, lo scafo è stato destinato a compiti di addestramento             |
| Jeonnam (FF-957)     | Hyundai      | 1986         | 19 aprile 1988   | 17 giugno 1989      | radiata dal servizio nel dicembre 2022, lo scafo è in attesa di essere demolito                           |
| Jeju (FF-958)        | Daewoo       | 1986         | 3 maggio 1988    | 1º gennaio 1990     | radiata dal servizio nel dicembre 2022, lo scafo è in riserva a disposizione per compiti di addestramento |
| Busan (FF-959)       | Hyundai      | 1990         | 20 febbraio 1992 | 1º gennaio 1993     | in servizio attivo                                                                                        |
| Cheongju (FF-961)    | Daewoo       | 1990         | 20 marzo 1992    | 1º giugno 1993      | in servizio attivo                                                                                        |